# Hans Schlegel
Hans Wilhelm Schlegel (* 3. srpna 1951 Überlingen, Bádensko-Württembersko, Německo) byl od roku 1987 astronaut německé kosmické agentury DLR, roku 1998 přešel do oddílu astronautů ESA. Zúčastnil se dvou kosmických letů, mise STS-55 raketoplánu Columbia roku 1993 a roku 2008 mise STS-122 raketoplánu Atlantis na Mezinárodní vesmírnou stanici.

## Život
Hans Schlegel se narodil v Überlingen v Bádensku-Württembersku, vyrůstal v Cáchách. Po dokončení gymnázia v Kolíně nad Rýnem zaměřeného na matematiku a vědy roku 1970, a absolvování dvouleté povinné vojenské služby (ve výsadkovém útvaru), studoval fyziku na univerzitě v Cáchách, magisterský titul získal roku 1979. Poté pracoval v Rýnsko-vestfálské technické vysoké škole (Rheinisch Westfalische Technische Hochschule) při univerzitě v Cáchách, zabýval se optickými vlastnostmi polovodičů. Od roku 1986 byl zaměstnancem společnosti Institut Dr. Forster Gmbh & Co. KG v Reutlingenu, jako odborník na nedestruktivní metody kontroly.
Roku 1986 se přihlásil do náboru Německého střediska pro letectví a kosmonautiku (DLR) pro let na oběžnou dráhu Země v americkém raketoplánu Space Shuttle. Dostal se mezi pětici kandidátů 3. srpna 1987 vybraných mezi astronauty DLR. V letech 1988–1990 noví astronauti prošli všeobecnou přípravou v Německu. V letech 1991–1992 se přihlásil do druhého náboru astronautů ESA, ale do oddílu ESA vybrán nebyl.
V srpnu 1990 čtyři němečtí astronauti odjeli do Johnsonova vesmírného střediska v Houstonu, kde získali kvalifikaci specialisty pro užitečné zatížení a připravovali se na misi STS-55. Kosmického letu se ve dnech 26. dubna – 6. května 1993 zúčastnili Schlegel a Ulrich Walter, Gerhardu Thielemu a Renate Brümmerové zůstala role náhradníků. Němečtí astronauti se na oběžné dráze věnovali především experimentům v laboratoři Spacelab D-2.

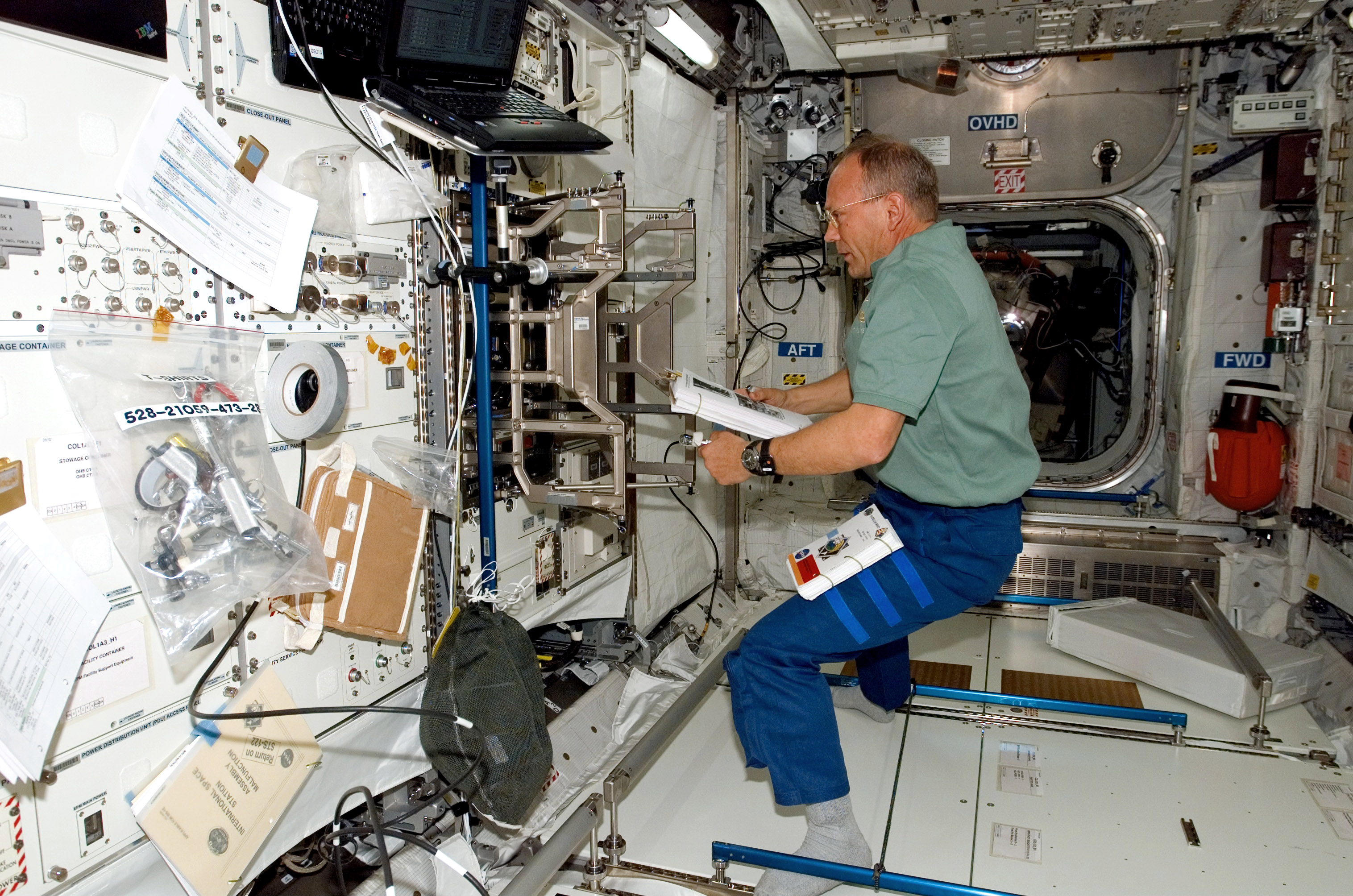
Hans Schlegel v modulu Columbus Mezinárodní vesmírné stanice, únor 2008

Od srpna 1995 se ve Středisku přípravy kosmonautů ve Hvězdném městečku připravoval na misi Mir-97 v roli náhradníka Reinholda Ewalda. Ewaldův let proběhl v únoru – březnu 1997, Schlegel se během něj podílel na udržování spojení s posádkou ve Středisku řízení letů.
V letech 1997–1998 na stáži v Hvězdném městečku získal kvalifikaci palubního inženýra kosmické lodi Sojuz TM.
V srpnu 1998 v rámci sjednocování (západo)evropských skupin astronautů přešel z oddílu DLR do sboru astronautů Evropské kosmické agentury (ESA). Téhož roku odjel do Johnsonova vesmírného střediska v Houstonu, kde společnou výuku s astronauty 17. náboru NASA završil získáním kvalifikace letového specialisty. Poté pracoval v Johnsonově středisku.
V červenci 2006 byl jmenován letovým specialistou mise STS-122, která po několika odkladech začala 7. února 2008 startem raketoplánu Atlantis z Kennedyho vesmírného střediska. Hlavním cílem letu byla doprava a připojení evropského laboratorního modulu Columbus. Při montážních pracích astronauti třikrát vystoupili na povrch stanice, Schlegel se účastnil druhého z nich, v otevřeném vesmíru strávil 6 hodin a 45 minut. Raketoplán přistál 18. února 2008.
Hans Schlegel je ženatý, má sedm dětí.